# Хосе-Марьяно-Хименес
Хосе-Марьяно-Хименес (исп. José Mariano Jiménez), более известен как просто Хименес (исп. Jiménez) — город в Мексике, штат Чиуауа, входит в состав муниципалитета Хименес и является его административным центром. Численность населения, по данным переписи 2010 года, составила 34 281 человек.

## История
Поселение было основано в 1753 году как военный острог под названием Санта-Мария-де-лас-Кальдас-де-Уахокилья. В 1826 году поселение было переименовано в честь одного из участников войны за независимость Мексики генерала Хосе Марьяно Хименеса, а в 1829 году получило статус города.